# 慧慈
慧慈（1980年1月5日—），本名黃慧慈，臺灣女藝人。

## 演藝生涯
慧慈首登娛樂圈，是於2007年協同其男友炫宇六次參加東森綜合台節目《分手擂台》而打開知名度。2009年6月起，慧慈以諧星角色上《我猜我猜我猜猜猜》〈真的假不了〉單元，該集主題是「誰是假的爆紅人物？」）、《王牌大賤諜》等臺灣綜藝節目，因談話同時會出現蓮花指、口頭禪「Oh My God！」、具辨識度的聲調以及手抱布偶狗玩偶「Baby」的表演風格受到討論。
2008年，慧慈被樂團蘇打綠邀請於臺北演唱會擔任演唱嘉賓，因此被台灣媒體封為「2009年最有潛力的搞笑女星」。2009年8月她接下生髮水代言廣告拍攝機會，並於各大媒體大篇幅報導。2010年1月29日中午，她到艋舺龍山寺拜拜，來遊玩的數十名小學生與來拜拜的香客請她合照簽名，她則把自己生日與房間電話專線號碼一併留給他們。
2016年5月10日，如花、慧慈、好娜姬與湯尼陳等藝人宣布組成四人團體「蘆薈雞湯」。至2018年2月5日，好娜姬在Facebook宣布蘆薈雞湯解散。

## 作品

### 廣告
- 《髮樂生髮水》

### 音樂錄影帶
- 好娜姬 〈冷風吹進我的洞〉飾旁觀女子

### 電視劇
- 台視

2006年《神機妙算劉伯溫》客串路人
2012年《東門四少》飾聯誼女